# Franc Pribošek
Franc Pribošek - Šiki,  slovenski smučarski skakalec in atlet * 14. januar 1917, Ljubljana, † 1981.
Pribošek je za Jugoslavijo nastopil na Zimskih olimpijskih igrah 1936 in 1948. Na igrah leta 1936 je osvojil 39., leta 1948 pa 32. mesto.